# Стадион Марвин Ли
Стадион Марвин Ли (енгл. Marvin Lee Stadium) је вишенаменски стадион у раду Макоја, Тринидад и Тобаго који се налази заједно са „Центром изврсности др Жоао Авеланж”. Користи се углавном за фудбалске утакмице и домаћи је стадион Јое Паблик Ф.Ц. Стадион прима око 6.000 људи.
Стадион је добио име по дефанзивцу и капитену фудбалске репрезентације до 20 година Марвину Лију, који је задобио повреде главе и врата у судару са Лендоном Донованом у утакмици У-20 против САД. Остао је парализован након инцидента, а касније је подлегао болести као последица његовог ослабљеног стања. Влада Тринидада је касније одала признање Лију за његову службу нацији.
Године 2007. стадион је постао први на Карибима који је имао вештачку подлогу за игру, која је коштала 8 милиона ТТ$, што је омогућено кроз развојни грант ФИФА. Прва утакмица је била сусрет ТТ Про лиге, где је Каледонија АИА постигла тесну победу над Џо Паблик Ф.Ц. Такође је био домаћин 15. јуна 2008. квалификационе утакмице за Светско првенство између Тринидада и Бермуда коју су Бермуди добили са 2 : 1.

## Утакмице
| Датум          | Утакмица                    | Резултат | Такмичење           | Гледалаца |
| -------------- | --------------------------- | -------- | ------------------- | --------- |
| 26. март 2008. | Монтсерат - Суринам         | 1 : 7    | Квалификације за СП | 100       |
| 15. јун 2008.  | Тринидад и Тобаго - Бермуди | 0 : 0    | Квалификације за СП | ?         |